# Carolina Pihelgas

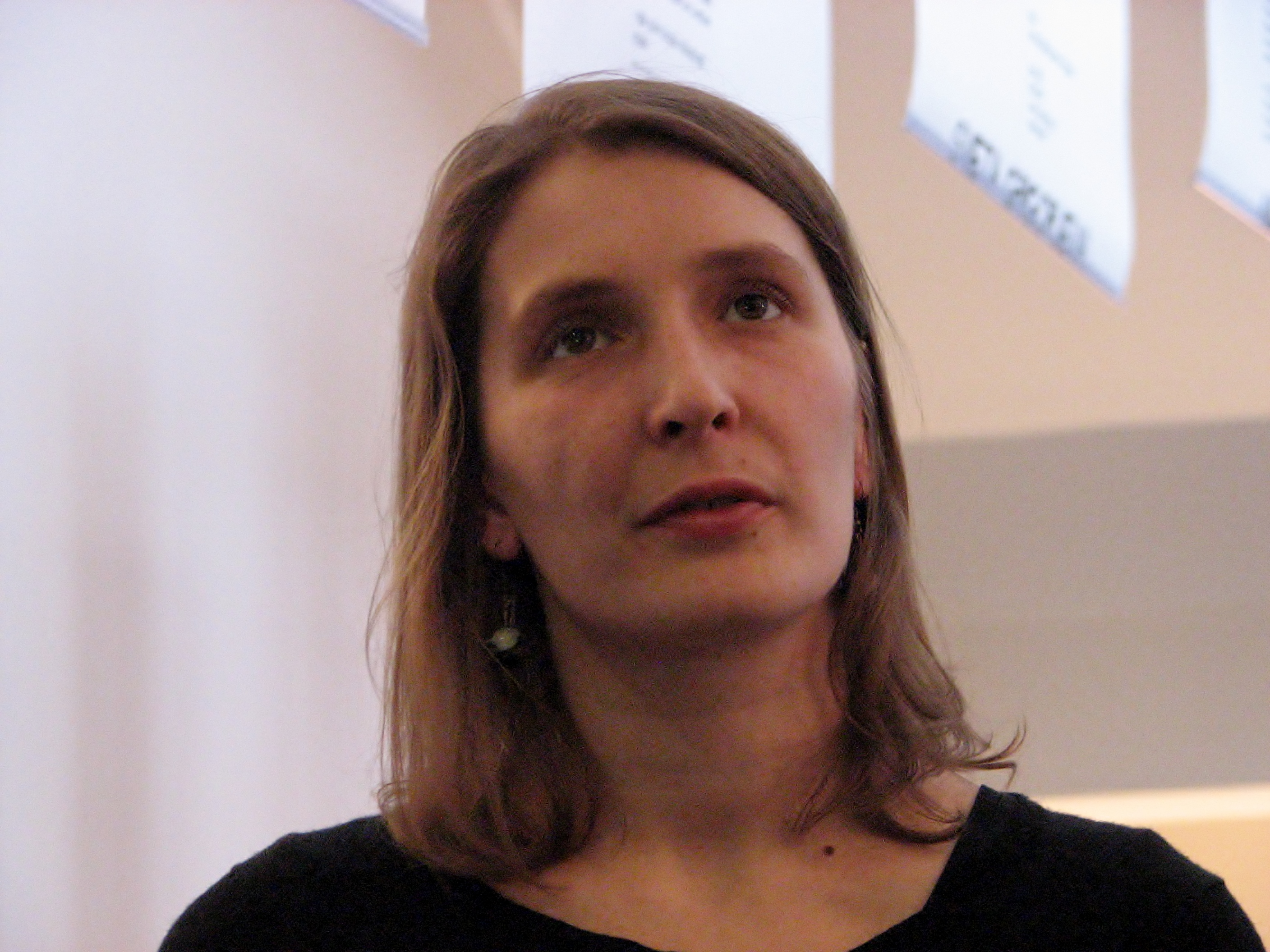
Carolina Pihelgas 2014

Carolina Pihelgas (* 24. Februar 1986 in Tallinn) ist eine estnische Dichterin und Übersetzerin.

## Leben
Carolina Pihelgas machte in Tallinn das Abitur und studierte an der Universität Tartu Theologie, wo sie 2012 mit einer Arbeit über die Verwendung des Vaterunser im estnischen Volksglauben den Magistergrad erwarb.

## Literarisches Werk
Pihelgas debütierte 2006 und hat seitdem drei weitere Gedichtbände vorgelegt. Gerade auch in der Naturorientierung ihrer Gedichte sah die Kritik Parallelen zu Debora Vaarandi, während in der Nähe zur Prosa Übereinstimmungen mit Jaan Kaplinski festgestellt wurden. Die Autorin sieht sich bewusst in der Tradition der estnischen Lyrik, wenn sie beispielsweise Zitate von Ene Mihkelson verwendet oder der Titel ihrer dritten Gedichtsammlung an die Überschrift eines Gedichtbandes von Marie Under anlehnt: Der Glücksfinsternis der Klassikerin aus der Zwischenkriegszeit wird nun eine Glücksstarre gegenübergestellt.
Pihelgas übersetzte unter anderem Pablo Neruda, Tor Ulven, Miranda July und Konstantinos Kavafis. Außerdem hat sie gemeinsam mit Hasso Krull diverse Bücher von Osho aus dem Englischen übersetzt.

## Auszeichnungen
- 2012 Gustav-Suits-Preis
- 2020 Literaturpreis des Estnischen Kulturkapitals (Lyrik)

## Bibliografie
- Sõrmemuster (‚Fingermuster‘). Tallinn: Verb 2006. 54 S.
- Metsas algavad hääled (‚Im Wald beginnen die Stimmen‘). Tallinn: EKSA 2010. 83 S.[4]
- Õnnekangestus (‚Glücksstarre‘). Tallinn: EKSA 2011. 87 S.
- Kiri kodust (‚Brief von zuhause‘). Tallinn: EKSA 2014. 74 S.[5]